# Союз девочек

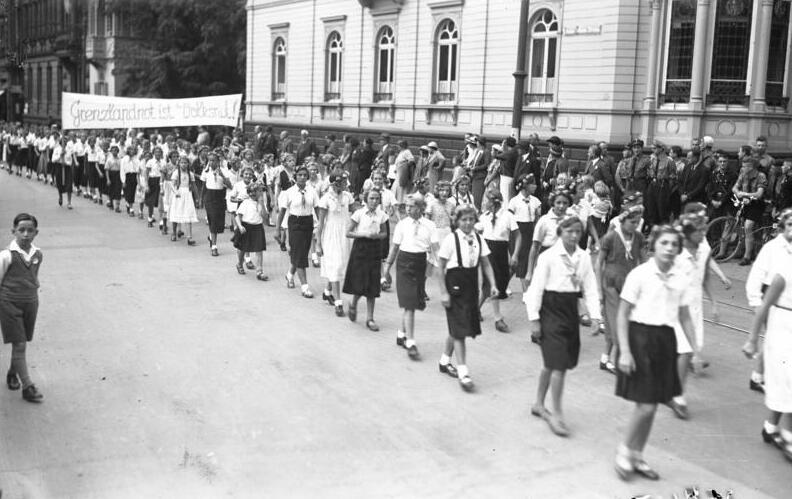
Марш Союза девочек в Вормсе, 1933 г.

Сою́з де́вочек (нем.  Jungmädelbund, JM) — младшая возрастная группа женской молодёжной организации Союз немецких девушек, которая входила в состав гитлерюгенда, для девочек в возрасте от 10 до 14 лет.
Так как это была организация девочек, то она находилась в Союзе немецких девушек, который возглавлял единый глава «Гитлерюгенда» Бальдур фон Ширах (которого позже сменил Артур Аксман).

## История
В 1936 году закон о гитлерюгенде сделал членство в Союзе обязательным для всех девочек в возрасте 10 лет и старше. В этом же законе было указано об обязательном членстве в гитлерюгенде для всех мальчиков в возрасте старше 10 лет.

## Требования к членству
Новые члены были обязаны зарегистрироваться в период с 1 по 10 марта каждого года. Регистрация проводилась в местных отделениях Союза немецких девушек. Девочки должны были закончить четвертый класс и отвечать следующим требованиям:
- быть расовой/этнической частью немецкой нации;
- быть гражданкой Германии;
- не иметь наследственных заболеваний.

Если девочка отвечала этим требованиям, то она распределялась в группу Союза девочек на основе местожительства. Для того, чтобы стать полноправным членом Союза, она должна была посещать подготовительные курсы, которые заключались в её участии в одном заседании Союза, одном спортивном дне, который должен был включать в себя проверку её мужества, и лекции о задачах Союза.
После того, как она выполняла эти требования, проходила церемония введения новых членов в ранг членов Союза 20 апреля — в день рождения Гитлера. Во время церемонии новые члены приводились к присяге, им выдавали Свидетельства о членстве, и их лично приветствовал лидер группы.
Для того, чтобы стать «полноправным» членом, каждая девочка должна была пройти ряд испытаний: принять участие в однодневной поездке с группой и ряде спортивных испытаний. Девочке требовалось шесть месяцев, чтобы пройти указанные испытания для полноправных членов Союза. 2 октября каждого года те, кто прошел испытания, становились полноправными членами в ходе другой церемонии, где девочкам официально предоставлялось право носить чёрный галстук, ремень и коричневый шейный платок с узлом из кожи.
Девочка была членом Союза и оставалась в группе до 14 лет, после чего она переходила в Союз немецких девушек.

## Униформа
Члены JM носили форму, состоявшую из белой блузы, синей юбки, белых носков и коричневых ботинок.